# 1510

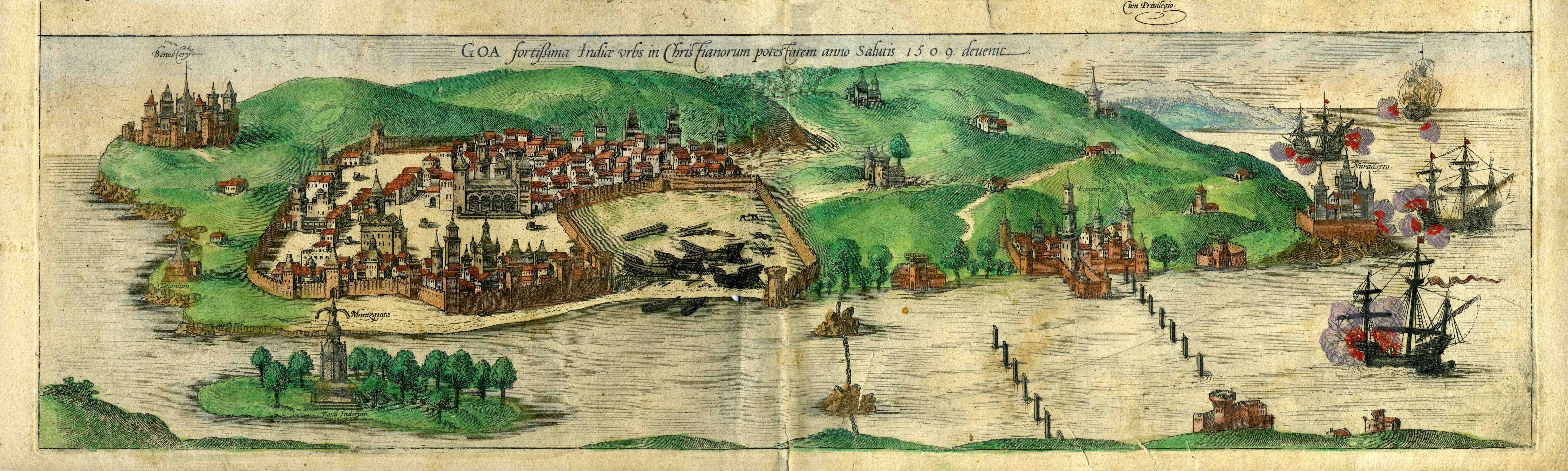
Vista de Goa no ano de 1509, no Atlas de Braun e Hogenberg - Civitates orbis terrarum (1572-1617)

- Wikisource

| Calendário gregoriano                                                        | 1510 MDX                                              |
| Ab urbe condita                                                              | 2263                                                  |
| Calendário arménio                                                           | 959 – 960                                             |
| Calendário bahá'í                                                            | -334 – -333                                           |
| Calendário budista                                                           | 2054                                                  |
| Calendário chinês                                                            | 4206 – 4207 Início a 9 de fevereiro (aproximadamente) |
| Calendário copta                                                             | 1226 – 1227                                           |
| Calendário etíope                                                            | 1502 – 1503                                           |
| Calendários hindus - Vikram Samvat - Calendário nacional indiano - Cáli Iuga | 1565 – 1566 1431 – 1432 4610 – 4611                   |
| Calendário Holoceno                                                          | 11510                                                 |
| Calendário islâmico                                                          | 916 – 917                                             |
| Calendário judaico                                                           | 5270 – 5271                                           |
| Calendário persa                                                             | 888 – 889                                             |
| Calendário rúnico                                                            | 1760                                                  |
| Calendário solar tailandês                                                   | 2053                                                  |

1510 (MDX, na numeração romana) foi um ano comum do século XVI do Calendário Juliano, da Era de Cristo, e a sua letra dominical foi F (52 semanas), teve início a uma terça-feira e terminou também a uma terça-feira.
| Ano completo                       |
| ---------------------------------- |
| Ano comum com início à terça-feira |

## Eventos
- 27 de fevereiro - Afonso de Albuquerque conquista Goa.
- 1 de junho - Estando em Santarém, o rei Dom Manuel I assina o Foral Novo de Torres Vedras[1][2] reformando a primeira Carta de Foral da Vila[3][4] concedida pelo rei Afonso III em 1228.
- 13 de agosto - Doação da Capitania da ilha Graciosa a D. Álvaro Coutinho.
- 12 de setembro - Elevação do lugar do Topo, ilha de São Jorge, à categoria de vila, condição cessada em 1867 com a sua integração no concelho da Calheta.
- 25 de novembro - Afonso de Albuquerque retoma definitivamente Goa, na costa ocidental da Índia.
- Referências ao povoado das Doze Ribeiras, ilha Terceira, que o dão como estruturado, embora fazendo parte de Santa Bárbara das Nove Ribeiras.

## Nascimentos
- 22 de Junho - Alexandre de Médici, Duque de Penne e de Florença (m. 1537).
- Lourenço Pires de Távora, militar e diplomata português (m. 1573).
- Nicolas Durand de Villegagnon, oficial francês, fundador da França Antártica (m. 1571).

## Mortes
- 1 de março - Francisco de Almeida (vice-rei da Índia), n. 1450.
- 17 de maio - Sandro Botticelli, pintor renascentista italiano (n. 1445).

## Por tema
- 1510 no Brasil